# 北京师范大学学报（自然科学版）
《北京师范大学学报（自然科学版）》创刊于1956年，是中国大陆基础科学类双月刊，编辑部位于北京市。此刊物由北京师范大学主办。
《北京师范大学学报（自然科学版）》在2018年被中华人民共和国国家新闻出版广电总局新闻报刊司评为2017年全国“百强报刊”。